# Les Misérables (película de 1935)
Les Misérables es una adaptación cinematográfica de 1934 de la novela de 1862 de Victor Hugo del mismo nombre . Fue escrito y dirigido por Raymond Bernard y está protagonizado por Harry Baur como Jean Valjean y Charles Vanel como Javert . La película dura cuatro horas y media y es considerada por los críticos como la mejor adaptación de la novela, debido a su desarrollo más profundo de los temas y personajes, en comparación con las adaptaciones más cortas.

## Trama
La película es basada en la novela de Victor Hugo, un inspector persigue a un ex convicto, quien intenta superar las sombras de su pasado.

## Reparto
- Harry Baur como Jean Valjean & Champmathieu
- Charles Vanel como Javert
- Florelle como Fantine
- Josseline Gaël como Cosette
- Gaby Triquet como Cosette (de niña)
- Jean Servais como Marius
- Orane Demazis como Éponine
- Gilberte Savary como Éponine (de niño)
- Lucien Nat  como Montparnasse
- Charles Dullin como Thénardiers
- Marguerite Moreno como Madame Thénardier
- Émile Genevois como Gavroche
- Robert Vidalin como Enjolras